# Castello Aragonese (Ischia)
Castello Aragonese is een Italiaans middeleeuws kasteel op een rots grenzend aan het eiland Ischia, een van de Flegreïsche Eilanden, aan het noordelijk uiteinde van de Golf van Napels. Het kasteel staat op een vulkanisch rotsachtig eilandje dat aansluit op het grotere eiland Ischia via een dijk, de Ponte Aragonese.
Het Castello Aragonese is het meest indrukwekkende historische monument van Ischia, gebouwd door Hiëro I van Syracuse in 474 voor Christus. Tegelijkertijd werden twee torens gebouwd om de bewegingen van vijandige vloten te controleren. In 1441 verbond Alfons V van Aragón de rots met het eiland met een stenen brug in plaats van de vroegere houten brug, en versterkte de muren om de inwoners te beschermen tegen de aanvallen van piraten.
Rond 1700 woonden ongeveer 2000 families op het eilandje, waaronder een klooster van de Clarissen, een abdij van Basilianen (van de Grieks-orthodoxe kerk), de bisschop en het seminarie, de prins met een militair garnizoen. Er waren ook dertien kerken. In 1809 belegerden de Britse troepen het eiland, toen onder Franse vlag, en beschoten het tot bijna complete verwoesting. In 1912 werd het kasteel verkocht aan een privé-eigenaar. Tegenwoordig is het kasteel het meest bezochte monument van het eiland.
Het is toegankelijk via een tunnel met grote openingen die het licht binnen laten. Langs de tunnel is een kleine kapel gewijd aan Johannes Jozef van het Kruis (San Giovan Giuseppe della Croce), de patroonheilige van het eiland. Een comfortabelere toegang is ook mogelijk met een moderne lift. Na aankomst buiten, is het mogelijk om de kerk van de Immacolata en de kathedraal van Assunta te bezoeken. De eerste werd gebouwd in 1737 op de locatie van een kleinere kapel gewijd aan Sint Franciscus, en gesloten bij de kloostersluiting van 1806, waar ook het klooster van de Clarissen slachtoffer van werd.
Het Castello Aragonese van Ischia is het hele jaar door geopend, elke dag van de week, van 9.00 tot zonsondergang.
- Gemeinsame Normdatei: 4835375-9
- Library of Congress Control Number: n97030544
- Virtual International Authority File: 147449798